# Thánh quan thầy
Thánh quan thầy (còn gọi Thánh bổn mạng hay Thánh bảo trợ; Latinh: patronus) là vị Thánh được cho là bảo vệ, hướng dẫn và cầu bầu cho một người, một địa phương, một quốc gia hoặc thậm chí là một sự kiện. Chức danh này thường có trong Giáo hội Công giáo Rôma và Chính Thống giáo Đông Phương. Truyền thống nhận Thánh quan thầy phổ biến tại nhiều thành phố, quốc gia ở châu Âu. Thông thường, vị Thánh quan thầy mà họ chọn là người được sinh ra hoặc có những hoạt động tích cực ở địa phương. Ở Mỹ Latinh, khi các nhà thám hiểm người Tây Ban Nha và Bồ Đào Nha đặt chân đầu tiên lên vùng đất nào thì họ thường được đặt tên cho vùng đất ấy theo tên vị Thánh mà ngày hôm đó mừng lễ. Việc chọn Thánh quan thầy cho một quốc gia hoặc thành phố có thể do chính quyền công nhận (đối với các quốc gia có truyền thống Công giáo) hoặc chỉ do giáo hội Công giáo tại đó công nhận. Những vị Thánh quan thầy của các nghề nghiệp thì được chọn từ những Thánh có nghề nghiệp hoặc phép lạ liên quan đến nghề nghiệp đó. Thuật ngữ patron trong giới sinh viên các trường đại học kiến trúc cũng xuất phát từ nghĩa là người bảo trợ và hướng dẫn. Ở Việt Nam hiện nay, Giáo hội Công giáo tôn Thánh Giuse là thánh quan thầy chính thức.

## Danh sách các địa danh có quan thầy

### Vùng
- Biển Đức thành Nursia[1] – quan thầy chính của châu Âu
- Bridget của Thụy Điển – châu Âu
- Catarina thành Siena – châu Âu
- Thánh Cyril và Methodius – châu Âu; Bosnia và Herzegovina; Bulgaria; Croatia; Séc; Macedonia; Montenegro; Serbia; Slovenia; Slovakia
- Edith Stein (Têrêsa Benedicta Thánh Giá) – châu Âu
- Jadwiga của Ba Lan – Liên minh châu Âu
- Giuse – châu Mỹ; Tân Thế giới[2]
- Đức Mẹ Guadalupe – Bắc Mỹ và Nam Mỹ
- Rôsa thành Lima – Bắc Mỹ và Nam Mỹ
- Phêrô thành Betancur – Trung Mỹ

## Quốc gia
- Adalbert thành Magdeburg - Đức
- Adalbert thành Prague - Cộng hòa Séc; Ba Lan; Hungary
- Agatha xứ Sicilia - Malta
- Altagracia - Cộng hòa Dominica
- Anrê Tông đồ - Hy Lạp; România; Nga; Scotland; Ukraina
- Anrê Trần An Dũng-Lạc và Các bạn Tử đạo Việt Nam - Việt Nam
- Ansgar - Đan Mạch
- Astricus - Hungary
- Josephine Bakhita - Sudan
- Peter Baptist - Nhật Bản
- Barbara - Syria; Liban
- Barnabas - Síp
- Batôlômêô Tông đồ - Armenia
- Basil Cả - Nga
- Bernard thành Clairvaux - Gibraltar
- Antôn thành Padova - Bồ Đào Nha
- Louis Bertrand - Colombia
- Boniface - Đức
- Thánh George - Bồ Đào Nha
- Giacôbê - Bồ Đào Nha
- Brigid thành Kildare - Ireland
- Brigit của Thụy Điển - Thụy Điển
- Bruno thành Köln - Đức
- Peter Canisius - Đức
- Phêrô thành Betancur - Guatemala; Quần đảo Canaria
- Canute - Đan Mạch
- Casimir - Litva; Ba Lan
- Catarina thành Siena - Ý
- Peter Claver - Colombia
- Clement thành Ohrid - Macedonia
- Colman thành Stockerau - Áo
- Columba - Ireland; Scotland
- Đức Mẹ Coromoto - Venezuela
- Cunigunde của Luxemburg - Litva; Luxembourg; Ba Lan
- Cyprian thành Carthage - Algeria, Tunisia, Libya
- Cyril - Séc; Slovakia; Bulgaria
- David xứ Wales - Wales
- Denis - Pháp
- Devota - Monaco
- Đa Minh - Dominican
- Edmund Tử đạo - Anh
- Edward the Confessor - Anh
- Phanxicô thành Assisi - Ý
- Frumentius - Ethiopia
- Tổng lãnh thiên thần Gabriel - Bồ Đào Nha
- Gall - Thụy Sĩ
- George - Aragon, Catalonia; Anh; Ethiopia; Gruzia; Đức; Hy Lạp; Litva; Malta; Moldova; Montenegro; Bồ Đào Nha; Nga; Serbia;
- Gregory the Illuminator - Armenia
- Henry thành Uppsala - Finland
- Hyacinth - Ba Lan
- Giacôbê, con của Dêbêđê - Galicia; Tây Ban Nha; Guatemala; Nicaragua
- Giacôbê, con của Anphê - Uruguay
- Jean de Brébeuf - Canada
- Jerome - Croatia
- Jeanne d'Arc - Pháp
- Gioan de Brito - Bồ Đào Nha
- Gioan thành Dukla - Litva
- Phanxicô Sôlanô - Argentina
- Gioan Cantius - Litva, Ba Lan
- Gioan thành Nepomuk - Séc
- Gioan thành Rila - Bulgaria
- Gioan thành Suceava - România, Moldova
- Thánh Giôsaphát [3] - Ukraina
- Giuse – Áo; Bỉ; Bohemia; Canada; Trung Quốc; Croatia; Mexico; New France; Peru và Việt Nam[2]
- Giuse thành Anchieta – Brasil; Quần đảo Canaria
- Julia của Corse - Corse
- Kilian - Đức
- Knud - Đan Mạch
- Koloman - Áo
- Laura Vicuña (chân phước) - Argentina
- Lôrensô - Sri Lanka
- Ladarô - Síp
- Leopold - Áo
- Lorenzo Ruiz - Philippines
- Louis IX - Pháp
- Louis Bertrand - Colombia
- Ludmila - Séc
- Magarita xứ Scotland - Scotland
- Marina Tử đạo - Cyprus
- Marinô - San Marino
- Martino thành Tours - Argentina; Pháp
- Maruthas - Persia; Iran
- Maria; Maria
  - Đức Mẹ Fatima - Bồ Đào Nha
  - Đức Mẹ Aparecida - Brasil
  - Đức Mẹ Bác Ái - Cuba
  - Đức Mẹ Guadalupe - Mexico; Philippines
  - Đức Mẹ Phù Hộ Các Giáo Hữu - Úc
  - Đức Mẹ Vô Nhiễm Nguyên Tội - Hoa Kỳ, Bồ Đào Nha, Hàn Quốc
  - Đức Mẹ Liban - Liban
  - Đức Mẹ Luján - Argentina
  - Đức Mẹ Sầu Đau - Slovakia
  - Đức Mẹ Lên Trời - Nam Phi
  - Đức Mẹ La Vang - Việt Nam
  - Đức Mẹ Meritxell - Andorra
  - Đức Mẹ Candelaria - Quần đảo Canaria
- Maughold - Đảo Man
- Maurice - Áo
- Tổng lãnh thiên thần Micae - Đức; Papua New Guinea
- Nicetas - România
- Nicôla thành Flue - Thụy Sĩ
- Nicôla thành Myra - Hy Lạp; Nga
- Nino - Gruzia
- Olaf II - Na Uy,
- Palladius - Scotland
- Panagia - Hy Lạp
- Phaolô - Malta
- Philípphê Giêsu - Mexico
- Piô V - Malta
- Plechelm - Hà Lan
- Procopius - Séc
- Patrick - Ireland, Nigeria
- Publius - Malta
- Remigius - Pháp
- Rôsa thành Lima - Ấn Độ; Peru; Philippines
- Giêrađô Sagredo - Hungary
- Sava - Serbia
- Severinus thành Noricum - Áo
- Sigfrid - Thụy Điển
- Sigismund - Séc
- Stanislaus thành Cracow - Ba Lan
- Stêphanô - Serbia
- Stêphanô của Hungary - Hungary
- Swithbert - Đức
- Têrêsa de Los Andes - Chile
- Têrêsa thành Lisieux - Pháp; Nga
- Tôma Tông đồ - Ấn Độ; Sri Lanka; Indonesia
- Thorlac Thorhallsson - Iceland
- Turibius thành Mogroveio - Peru
- Vergilius thành Salzburg - Áo
- Vinh Sơn đệ Phaolô - Madagascar
- Vinh Sơn thành Saragossa - Bồ Đào Nha
- Maria - Pháp
- Vladimir I của Kiev - Nga; Ukraina
- Wenceslas - Séc
- Willibrord - Flanders; Luxembourg; Hà Lan
- Phanxicô Xaviê - Trung Quốc; Ấn Độ; Nhật Bản; New Zealand; Indonesia

## Địa phương
- Adalbert thành Prague - Bohemia; Phổ
- Agathoclia - Aragon
- Aldhelm - Wessex
- Anna - Brittany; Quebec; Mi'kmaq; Santa Ana
- Ansgar - Scandinavia
- Antôn thành Padova - Brasil
- Asicus - Tổng giáo phận Elphin
- Augustine thành Hippo - Giáo phận Bridgeport
- Andrew Avellino - Sicilia
- Augustine thành Canterbury - Kent
- Awtel - Bắc Liban
- Barbara - Trung Liban
- Bênađô thành Valdeiglesias - Candeleda
- Birinus - Berkshire
- Blaise - Dalmatia
- Braulio - Aragon
- Brigid thành Kildare - Kildare (Ireland)
- Cedd - Essex
- Chad - Mercia
- Peter Chanel - Oceania
- Phêrô thành Betancur - Quần đảo Canaria
- Clara thành Assisi - Santa Clara Indian Pueblo
- Corentin - Brittany
- Cuthbert - Northumbria; Bắc Anh
- Cyril - Morava; Vojvodina;
- Christina - Nam Liban
- Devota - Corse
- Dorothy thành Montau - Phổ
- Dubricius - Ergyng; Herefordshire
- Edmund Tử đạo - East Anglia; Suffolk
- Eurosia - Giáo phận Jaca
- Frideswide - Oxfordshire
- George - Aragon; Catalonia; Cappadocia; Gozo; Palestine;
- Gertrude Cả - West Indies
- Gregory Cả - West Indies
- Guthlac - The English Fens
- Hedwig - Bavaria
- Homobonus - Cremona
- Innôcentê xứ Alaska - Hoa Kỳ
- Isaac Jogues và các bạn - Hoa Kỳ
- Helier - Jersey
- Herman xứ Alaska - Hoa Kỳ
- Ivo thành Kermartin - Brittany
- Gioan, Tông đồ Thánh sử - Asia Minor
- Gioan thành Ávila - Andalusia
- Gioan Baotixita - Newfoundland; French Canadians
- Gioan thành Nepomuk - Bohemia
- John thành Suceava - Moldavia
- Giuse - Tổng giáo phận Hà Nội
- Jarlath - Tổng giáo phận Tuam, Ireland
- Julia thànhCorse - Corse
- Giuse thành Anchieta – Quần đảo Canaria
- Kevin - Tổng giáo phận Dublin
- Kilian - Bavaria
- Jutta thành Kulmsee - Phổ
- Lawrence O'Toole - tổng giáo phận Dublin, Ireland
- Louis - Tổng giáo phận Saint Louis
- Ludmila - Bohemia
- Magnus - Orkney Islands
- Mariana de Paredes y Flores - Ecuador, The Americas
- Methodius - Morava;
- Tổng lãnh thiên thần Micaee - Tổng giáo phận Seattle
- Moses the Black - Africa
- Nechtan - Devon
- Nicôla thành Myra - Lorraine; Sicilia
- Nikon - Laconia
- Ninian - Galloway, Nova Scotia
- Norbert - Bohemia
- Odile - Alsace
- Osmund - Wiltshire
- Đức Mẹ Phò Nguy - Louisiana
- Paraskevi - Euboea
- Petroc - Devon, Cornwall
- Piran - Cornwall
- Richard thành Chichester - Sussex
- Rosalia - Sicilia
- Rôsa thành Lima - The Americas; Mỹ Latinh; West Indies; Villareal, Samar; Philippines
- Sebald - Bavaria
- Stanislaus thành Cracow - tổng giáo phận Cracow, Ba Lan
- Stêphanô - Republika Srpska
- Swithun - Wessex
- Tôma - East Indies;
- Tikhon thành Moskva- The Americas
- Titô - Kríti
- Phanxicô Xaviê - Borneo; East Indies
- Wenceslas - Bohemia; Morava; Czech Silesia
- Wilfred - Sussex; West Riding of Yorkshire
- Willehad thành Bremen - Saxony
- Yves - Brittany

## Thành phố và thị trấn
- Aeden của Ferns - Ferns, Ireland
- Afra - Augsburg
- Agatha - Catania; Palermo, Ý; Zamarramala, Tây Ban Nha
- Agnello - Napoli, Ý
- Agricola của Avignon - Avignon
- Alban - St. Albans, Anh
- Albert của Trapani - Trapani
- Aldhelm - Malmesbury, Anh
- Alcmund - Derby, Anh
- Alexander of Bergamo - Bergamo, Ý
- Amalberga - Temse, Bỉ
- Ambrose of Milan - Milan, Ý
- Andrew the Apostle - Amalfi; Patras; Luqa
- Anne - Taos, New Mexico; Marsaskala; Las Palmas de Gran Canaria (Canary Islands).
- Ansanus the Baptizer - Siena, Ý
- Anthony của Lisbon - Lisboa, Bồ Đào Nha
- Antoninus of Sorrento - Sorrento, Ý
- Antony of Vilnius - Vilnius, Litva
- Saint Armel - Ploërmel, Pháp
- Arnulph - Gap, Hautes-Alpes, France
- Arthelais - Benevento, Ý
- Arsenius of Corfu - Kerkira Island, Greece
- Augustine of Canterbury - Canterbury, Anh
- Augustine of Hippo - Kalamazoo, Michigan; Saint Augustine, Florida; Superior, Wisconsin; Tucson, Arizona. Cities of Cagayan de Oro and Saint Augustine, Florida.
- Gerald Aurillac - Upper Auvergne
- Andrew Avellino - Napoli, Ý
- Saint Barbara - Kerkrade, The Netherlands
- Barnabas - Antioch
- Barbatus of Benevento - Benevento, Ý
- Bavo - Gent, Bỉ; Haarlem, Netherlands
- Pascal Baylon - Obando, Bulacan, Philippines
- Thomas Beckett - Canterbury, Anh; Portsmouth, England
- Benedict of Nursia - Europe
- Benedict the Black - Palermo, Ý
- Benezet - Avignon
- Benignus of Dijon - Dijon
- Berach - Kilbarry, Ireland
- Bernadino Realino - Lecce, Ý
- Bernadette of Lourdes - Lourdes, France
- Bertelin - Stafford, Anh
- Birinus - Dorchester-on-Thames, Anh
- Blaise - Dubrovnik
- Boris - Moscow, Russia
- Botulph - Boston, Anh
- Budoc - Plourin, Brittany
- Caecilius of Elvira - Granada, Tây Ban Nha
- Catald - Taranto
- Thomas Cantilupe - Hereford, Anh
- Catherine of Alexandria - Zejtun, Zurrieq
- Cecilia - Albi, France
- Chad - Lichfield, Anh
- Christopher - Rab, Croatia; La Habana, Cuba, Vilnius, Litva, San Cristóbal de La Laguna (Canary Islands).
- John Chrysostom - Istanbul, Turkey
- Claire of Assisi - Obando, Bulacan, Philippines
- Colman of Cloyne - Cloyne, Ireland
- Constabilis - Castellabate, Ý
- Constantine of Rome - Istanbul, Turkey
- Crescentinus - Urbino
- Cuthbert - Durham, Anh
- Cuthman - Steyning, Anh
- Judas Cyriacus - Ancona, Ý
- Cyril of Alexandria - Alexandria, Egypt
- David - St. Davids, Wales
- Denis - Paris, France
- Dimitrie Basarabov - Bucharest, Romania
- Saint Demetrius - Thessaloniki, Greece
- Dionysius the Arepagite - Athens, Greece
- Dominic of Silos - Calatagan, Philippines
- Donatus - Ripacandida
- Drogo - Baume-les-Messieurs, Fleury-sur-Loire
- Duje - Split, Croatia
- Edmund of Abingdon - Abingdon
- Emeterius and Celedonius -Calahorra, Santander, Tây Ban Nha
- Eric of Sweden - Stockholm
- Erkenwald - City of London, Anh
- Etheldreda - Ely, Anh
- Eulalia - Barcelona
- Eustace của Vilnius - Vilnius, Litva
- Eustace - Madrid, Tây Ban Nha
- Expedite - New Orléans, Louisiana
- Fachanan - Ross, Ireland
- Ferdinand III of Castile - Sevilla, Tây Ban Nha
- Ferreolus and Ferrutio - Besançon
- Fiacre - France, Saint-Fiacre-en-Brie
- Finbarr - Barra, Scotland; Cork, Ireland
- Florian - Oberösterreich, Ba Lan; Linz, Áo
- Francis of Assisi - Assisi, Ý; Colorado; Ý; Santa Fe, New Mexico, the tổng giáo phận of San Francisco, California; Quito, Ecuador;Cavite,Philippines
- Frideswide - Oxford, England
- Saint Gabriel of Our Lady of Sorrows - Abruzzi
- Gatianus of Tours - Tours
- Gaudentius of Ossero - Losinj, Croatia
- Genevieve - Paris, France
- George - Beirut; Ferrara; Genoa; Victoria, Gozo; Istanbul; Modica, Sicilia; Moscow; Ptuj, Slovenia; Svaty Jur, Slovakia; Kragujevac, Serbia; Venice
- Gerard of Lunel - Potenza Picena
- Giles - Edinburgh, Scotland
- Gratus of Aosta - Aosta, Ý
- Gudula - Brussels, Bỉ

Gül Baba - Muslim patron saint of Budapest
- Gummarus - Lier, Bỉ
- Guthlac - Crowland, Anh
- Hallvard - Oslo, Norway
- Helen - Abingdon, Anh; Colchester, Anh
- Helier - Saint Helier, Jersey
- Hugh of Lincoln - Lincoln, Anh
- Illtud - Llantwit Major, Wales
- Isidore the Farmer - Madrid, Tây Ban Nha
- James, son of Zebedee - Acoma Pueblo, United States; Guayaquil, Ecuador; Reading, Anh; Santiago de Compostela, Tây Ban Nha; Santiago de Querétaro, Mexico, Santa Cruz de Tenerife (Canary Islands).
- James of the Marches - Napoli, Ý
- Januarius - Napoli, Ý
- John IV, Bishop of Napoli - Napoli, Ý
- John the Apostle - Taos, New Mexico
- Joan of Arc - Orléans
- John the Baptist - Florence, Ý; Genoa, Ý; Turin, Ý; St. John's, Newfoundland, Canada; Xewkija, Gozo; Porto, Portugal
- John of Vilnius - Vilnius, Litva
- Joseph – Birkirkara, Malta; Carinthia, Austria; Castelplanio, Ancona, Ý; Deschambault, Quebec, Canada; Florence, Ý; Fonte Nuova, Ý; Kalkara, Malta; La Spezia, Ý; Ladispoli, Ý; Laguna Indian Pueblo; Msida, Malta; Orvieto, Ý; Qala, Gozo, Malta; Querceta, Ý; Radazzo, Santa Marinella, Ý; Sicilia, Ý; Spadafora, Sicilia, Ý; Styria, Austria; Turin, Ý; and Tyrol, Austria[2]
- Jovan Vladimir - Bar, Montenegro
- Justa - Sevilla, Tây Ban Nha
- Justus - Alcalá de Henares, Tây Ban Nha; Madrid, Tây Ban Nha
- Kenelm - Winchcombe, Anh
- Kevin of Glendalough - Ireland
- Kentigern - Glasgow, Scotland
- Kessog - Lennox, Scotland
- Lôrensô - Rome, Ý; Birgu, Malta
- Leocadia - Toledo, Tây Ban Nha
- Leonard xứ Port Maurice - Imperia, Ý
- Lorenzo Ruiz - Manila, Philippines
- Louis - St. Louis, Missouri
- Thánh Luca - Jaén - Andalucía, Tây Ban Nha
- Lucia của Siracusa - Siracusa
- Macarius xứ Antioch - Gent, Bỉ
- Machar - Aberdeen, Scotland
- Thánh sử Maccô - Venezia, Ai Cập
- Maro - Volperino, Ý
- Martha - Pateros, Metro Manila, Philippines
- Martial - Limoges, France
- Martin của Tours - Tours; Utrecht, Hà Lan;Taal, Philippines
- Martina của Roma - Roma, Ý
- Mary MacKillop - Brisbane
- Maximinus của Trier - Trier, Đức
- Maximus của Aquila - Aquila, Ý
- Maximus của Torino - Torino, Ý
- Mellitus - Thành phố Luân Đôn, Anh
- Tổng lãnh thiên thần Micae - Caltanissetta, Ý; Cuneo, Ý; Bruxelles, Bỉ; Kiev, Ukraina
- Thánh Mirin - Paisley, Scotland
- Mochelloc - Kilmallock, Hạt Limerick, Ireland
- Modestus[cần định hướng] - Cartagena, Tây Ban Nha
- Munchin - giáo phận Limerick; Limerick
- Mura - Fahan, Ireland
- Philip Neri - Rome, Ý
- Nicholas - Bari, Ý; Macchia Valfortore, Ý; Siggiewi, Malta Liverpool, England
- Nicholas of Tolentino - Surigao City; Tandag, Surigao del Sur, Philippines
- Nicholas of Myra - Amsterdam, the Netherlands; Portsmouth, England
- El Niño - Cebu, Philippines
- Octavius - Torino, Ý
- Osmund - Salisbury, Anh
- Oswald of Worcester - Worcester, Anh
- Our Lady of Charity of El Cobre - Cuba
- Our Lady of Prompt Succor - New Orleans
- Panagia Kastriani - Skiathos Island, Greece; Tzia Island, Greece
- Pastor - Alcalá de Henares, Tây Ban Nha; Madrid, Tây Ban Nha
- Paternus - Vannes, France
- Patrick- New York City, Boston
- Patricia of Napoli - Napoli, Ý
- Paul the Apostle - City of London, Anh; Las Vegas, Nevada; Poznań, Ba Lan; Rome, Ý; São Paulo, Brasil; Valletta, Malta
- Paul the Apostle's Conversion - Caraballo, Cuba; Mdina, Malta
- Pelagius of Constance - Konstanz
- Piran - Padstow, Anh; Perranporth, Anh
- Pedro Calungsod - Cebu, Philippines
- Peter the Apostle - Poznań, Ba Lan; Rome, Ý; York, Anh; Birzebbugia, Malta; Sestao, Basque Country; Póvoa de Varzim, Bồ Đào Nha
- Peter of Alcantara - Estremadura, Tây Ban Nha
- Petroc - Bodmin, Anh
- Saint Petronius - Bologna, Ý
- Pharaildis - Ghent, Bỉ
- Philip of Jesus - Thành phố México, México
- Philip the Apostle - Uruguay
- Prosper of Reggio - Reggio Emilia
- Quirinus - Sisak, Croatia
- Rainerius - Pisa
- Raynald of Nocera - Nocera, Ý
- Rafael Guizar y Valencia - Veracruz, Mexico
- Richard of Chichester - Chichester, Anh; Droitwich, Anh
- Riginos - Skopelos Island, Greece
- Roch - Istanbul, Turkey, Pateros, Metro Manila, Philippines
- Rosalia - Palermo, Ý
- Rumwold - Buckingham, Anh
- Rupert của Salzburg - Salzburg, Austria
- Sabinus - Bari, Ý
- Mary Salome - Veroli, Ý
- Ambrose Sansedoni of Siena - Siena, Ý
- Saturnin - Toulouse
- Thánh Anne - Ruskin, Florida USA; Detroit, Michigan USA
- Alexander Sauli - Corse
- Sebaldus - Nuremberg, Đức
- Sebastian - Rio de Janeiro, Brasil; Roma, Ý; Ribeirão Preto, Brasil;Lipa, Philippines
- Sidwell - Exeter, Anh
- Sigfrid - Växjö, Sweden
- Silverius - Ponza, Ý
- Solutor - Turin, Ý
- Spyridon - Kerkira Island, Greece, Piraeus
- Stephen - Nijmegen, The Netherlands
- Swithun - Winchester, Anh
- Symphorian - Autun
- Syrus of Genoa - Genoa, Ý
- Syrus of Pavia (Siro) - Pavia, Ý
- Teilo - Cardiff, Wales; Llandeilo Fawr, Wales
- Theneva - Glasgow, Scotland
- Theodore of Pavia - Pavia, Ý
- Thomas More - Arlington, Virginia
- Ulric - Augsburg
- Urban of Langres - Dijon
- Saint Ursula - Cologne, Đức
- Valeria of Milan - Thibodaux, Louisiana
- Vergilius - Salzburg, Austria
- Vincenzo Martyr - Craco, Ý
- Vitus - Cộng hòa Séc; Rijeka, Croatia; Winschoten, Netherlands
- Walburga - Antwerp, Bỉ; Groningen, Netherlands; Oudenarde, Bỉ; Zutphen, Netherlands
- Waltrude - Hainaut, Bỉ; Mons, Bỉ
- Wenceslas - Prague, Cộng hòa Séc
- Werburga - Chester, Anh
- Wilfrid - Ripon, Anh
- William of York - York, Anh
- Winefride - Holywell, Wales; Shrewsbury, Anh
- Wulfram of Sens - Abbeville, France
- Wulfstan - Worcester, Anh
- Zeno of Verona - Verona, Ý
- Zenobius - Florence, Ý

## Tổng giáo phận và giáo phận
- Giuse

| - - Archdiocese of Anchorage, Alaska - Diocese of Balanga, Philippines - Diocese of Bangued, Philippines - Diocese of Baton Rouge, Louisiana - Diocese of Biloxi, Mississippi - Diocese of Buffalo, New York - Diocese of Butuan, Philippines - Diocese of Cheyenne, Wyoming - Archdiocese of Cologne, Đức - Diocese of Daet, Philippines - Tổng giáo phận Hà Nội, Việt Nam - Archdiocese of Hartford, Connecticut - Diocese of Itanagar, India - Diocese of La Crosse, Wisconsin - Archdiocese of Lipa, Philippines - Diocese of Libmanan, Philippines | - - Archdiocese of Louisville, Kentucky - Archdioces of Edmonton, Alberta - Diocese of Manchester, New Hampshire - Diocese of Mangalore, India - Diocese of Menevia, Wales - Diocese of Nashville, Tennessee - Diocese of Osnabrück, Đức - Diocese of Osnabrück, Đức - Diocese of Palghat,India - Diocese of Rarotonga, Cook Islands - Diocese of Romblon, Philippines - Diocese of San Jose, California - Apostolic Vicariate of San Jose in Mindoro, Philippines - Diocese of San Jose, Nueva Ecija, Philippines - Diocese of Sioux Falls, South Dakota - Diocese of Tagbilaran, Philippines - Diocese of Virac, Philippines - Diocese of Wheeling-Charleston, West Virginia |

- Maria
  - Our Lady of Prompt Succor - Archdiocese of New Orleans, Louisiana